# Volksgarten (Graz)
Der Grazer Volksgarten ist ein 4,6 Hektar großer öffentlicher Park im Stadtbezirk Lend in Graz. Der Park wurde 1875 als Pendant zum größeren Grazer Stadtpark an der anderen Seite der Mur eröffnet.

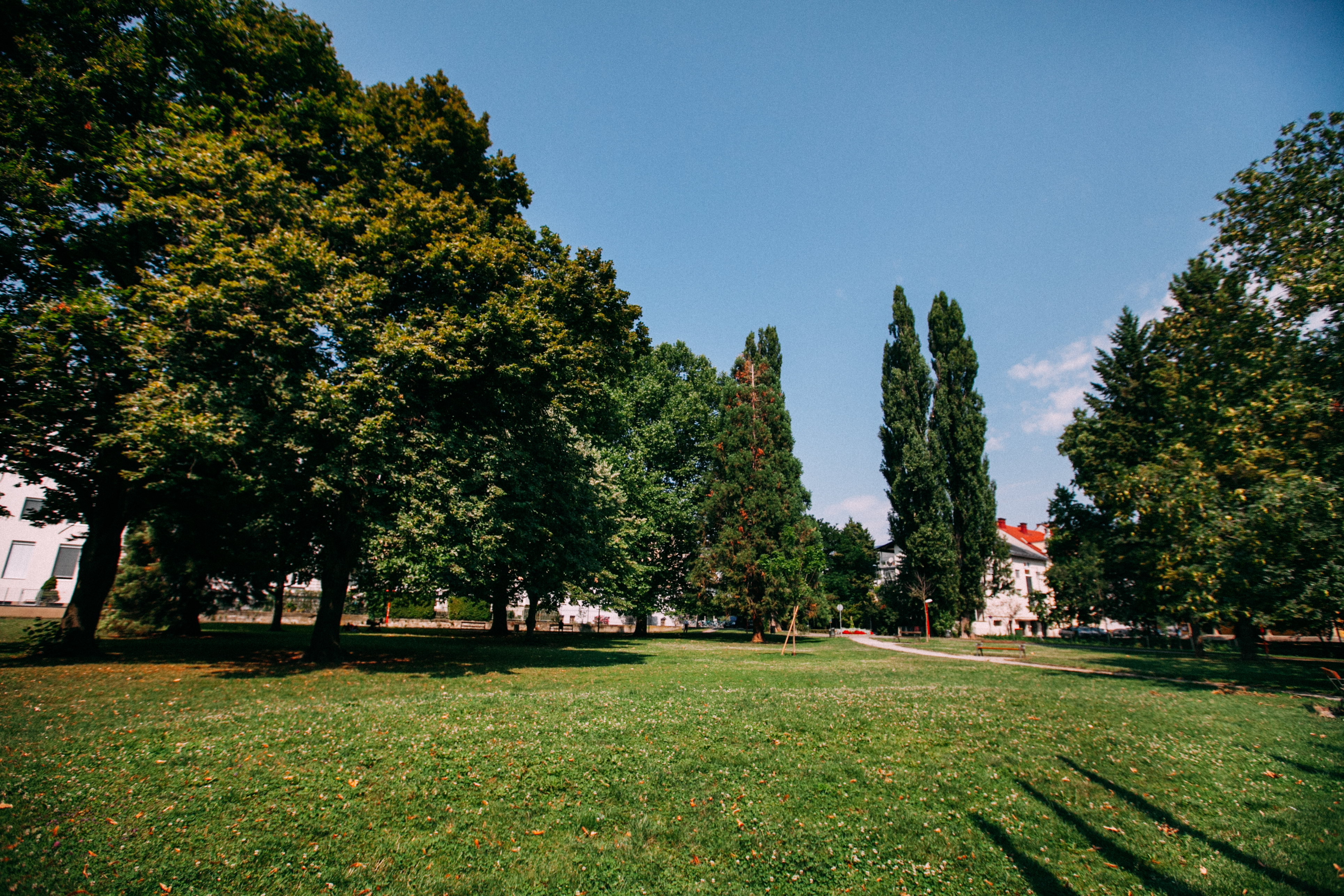
Der Volksgartenpark in Graz (2015)

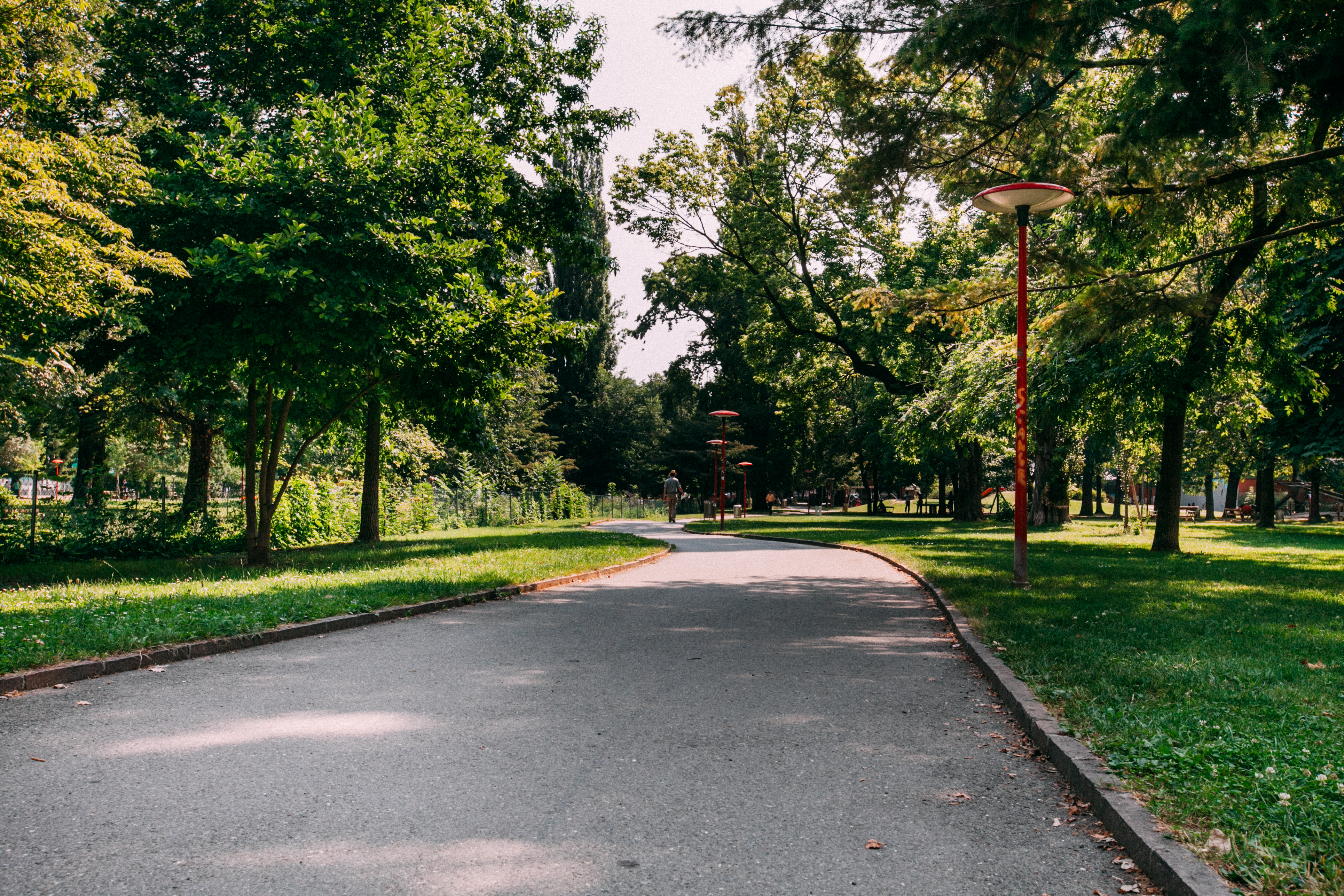
Asfaltweg rechts des Mühlgangs (2015)

## Geschichte

### Entstehung
Der Volksgarten wurde offiziell im Jahr 1875 als einzige öffentliche Grünanlage am rechten Murufer angelegt. Somit ist der Volksgarten fast gleich alt wie der Grazer Stadtpark. Bereits im Jahr 1663 war mit dem „Reinitzergarten“ eine große Grünanlage im Bereich des heutigen Volksgartens angesiedelt gewesen. Die Entstehung des Volksgartens geht auf das Jahr 1871 zurück, als die Stadtgemeinde in zwei Raten das damals noch unverbaute Grundstücke westlich der Marschallgasse erwarb, um darauf Wohngebäude zu errichten.
Im Zuge der Erstellung des Bebauungsplans entstand die Idee die westseitige Grundfläche für eine Parkanlage zu nutzen und am ostseitigen Ende des Parks eine Verbindungsstraße zwischen der Annenstraße und dem Lendplatz (Volksgartenstraße) zu errichten. Dieser vermutlich auf den damaligen Landesbaudirektor Martin Ritter von Kink zurückgehende Vorschlag wurde von der Bevölkerung begeistert aufgenommen, die noch im Jahr 1871 eine Petition mit 410 Unterschriften für die Umsetzung der Pläne an die Stadtgemeinde überreichte. Im Jahr 1873 beschloss der Gemeinderat schließlich die Errichtung des Volksgartens. Im Laufe der Jahre wurde die Grünanlage, die der in der Umgebung angesiedelten Arbeiterschaft als Erholungsraum diente, immer wieder erweitert und umgestaltet. Im Jahr 1897 wurden Grundstücke im Westen der Anlage dazugekauft und ein Kinderspielplatz und Eislaufplatz errichtet. Zwei Jahre später, 1899, erhielt der Park einen Pavillon. Im Jahr 1907 wurde das Denkmal für den damals populären Volksdichter Karl Morré aufgestellt, welches bis weit nach dem Zweiten Weltkrieg das einzige nichtreligiöse Denkmal am rechten Murufer der Stadt Graz war. Im Jahr 1914 wurde am westlichen Ende des Volksgartens die evangelische Kreuzkirche und das Mühl-Schlössl, das als Pfarrhaus dient, fertiggestellt. 1932 wurde der Volksgarten weiter umgestaltet.
Der Grazer Mühlgang verlief früher (unterhalb von Kirche und Mühl-Schlössl) nahe den Rückseiten der Häuser an der Mühlgasse. Puch hatte seine Rad-Werkstätte in Glashäusern einer ehemaligen Gärtnerei mit Adresse Strauchergasse eingerichtet. Puch musste mangels gewerberechtlicher Bewilligung absiedeln. Später wurde der Mühlgang durch die Mitte des Parks gelegt und ein Teich, heute gespeist durch ein Schöpfrad, unweit der Volksgartenstraße eingerichtet.

### Der Volksgarten im Zweiten Weltkrieg
Rund drei Viertel der über Graz im Zweiten Weltkrieg abgeworfenen Bomben fielen auf die Murvorstadt-Bezirke Lend und Gries, wo wichtige Betriebe der Waffenproduktion und der Bahnhof angesiedelt waren. Da öffentliche Luftschutzräume für die Unterbringung der Bevölkerung nicht ausreichten, wurden zusätzlich Luftschutzdeckungsgräben gebaut. Einer davon befand sich im Volksgarten. Bei einem Nachtangriff am 31. März 1945 wurde der Turm der evangelischen Kreuzkirche getroffen, dessen Kuppel ausbrannte. Beim Nachtangriff vom 16. zum 17. April 1945 warfen russische Flugzeuge erneut Bomben im Volksgarten ab, die sechs Tote und zwei Verletzte forderten. Auch wurden die im Bereich der Volksgartenstraße angesiedelten Gebäude mehrmals Ziel von Bombenangriffen. In der Nachkriegszeit war der Volksgarten das Zentrum des Schwarzhandels.

### Sonstiges
Der Begründer der Puch-Werke Johann Puch richtete im 19. Jahrhundert in der Mitte des Parks eine Fahrradschule ein. Im Jahr 1961 wurde der Volksgarten zum geschützten Gebiet im Sinne der Landschaftsschutzverordnung des Jahres 1956 erklärt. 2007 und 2008 beschäftigten sich mehrere Künstler und Künstlerinnen im Rahmen der Ausstellung Volksgarten. Die Politik der Zugehörigkeit im Grazer Kunsthaus mit dem ethnisch und sozial vielfältigem Raum im und rund um den Volksgarten. Die Österreichischen Kinderfreunde, eine österreichische Interessensvertretung von Kindern und Familien, wurde von Anton Afritsch im Jahr 1908 nach diversen Initiativen im Volksgarten gegründet.

## Bestandteile des Volksgarten

### Baulichkeiten und Denkmäler
Im Volksgarten befindet sich neben der Evangelischen Kreuzkirche auch ein Pavillon, der im Jahr 1899 errichtet wurde. Er beherbergt heute eine Einrichtung der Sozialdemokratischen Partei Österreichs (SPÖ).

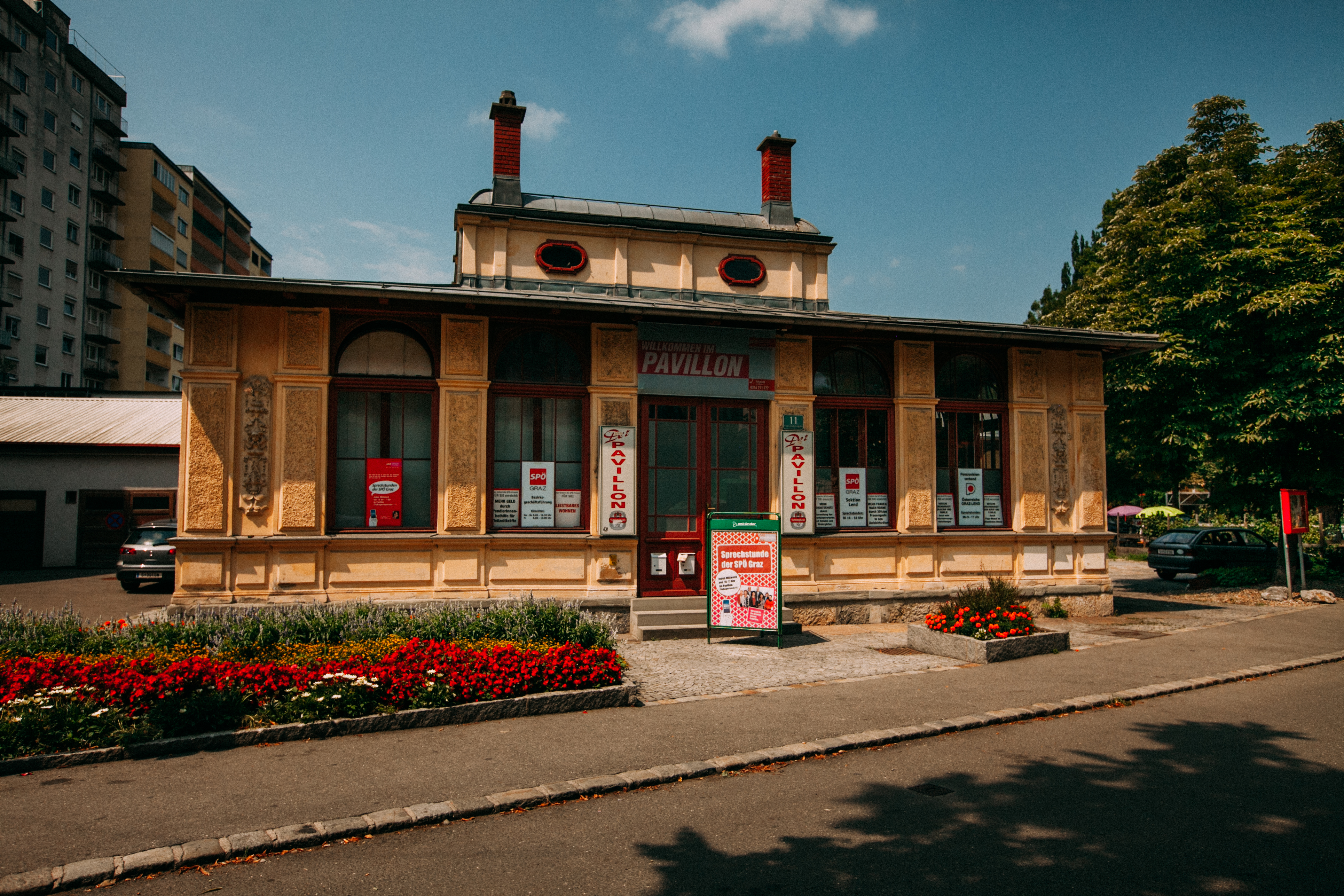
Der Pavillon

#### Karl-Morre-Denkmal
Neben dem größeren der beiden im Volksgarten befindlichen Weiher erinnert seit 1907 ein Denkmal an den österreichischen Literaten und Politiker Karl Morré (1832–1897). Es stammt vom steirischen Bildhauer und Holzschnitzer Hans Brandstetter, dessen Skulpturen unter anderem auch im Grazer Stadtpark zu finden sind. Das Denkmal zeigt eine Bronzebüste Morrés auf einem Sockel. Bei den an den Sockel angelehnten Statuen aus Bronze handelt es sich um die Figuren der Gabi und des „Nullerls“. Beide sind dem bekannten Volksstück und größten Erfolg Karl Morrés „‘s Nullerl“ entnommen.

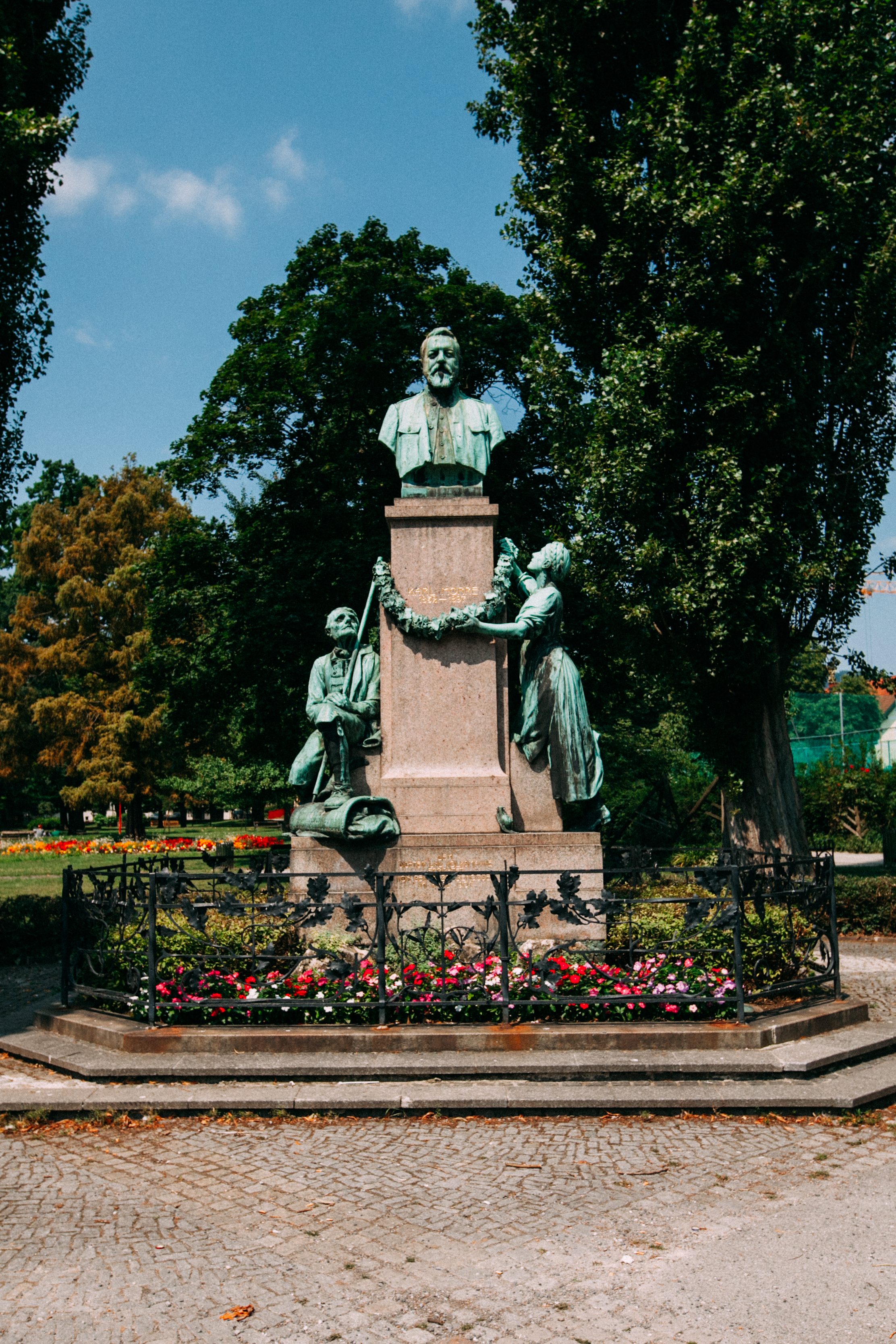
Das Karl-Morre-Denkmal im Volksgarten

#### Friedensstupa
Im südwestlichen Bereich des Volksgartens befindet sich ein Friedensstupa. Der Stupa wird auch als Pagode oder Tschörten bezeichnet und steht für das erleuchtete Bewusstsein des Buddha sowie für seine Qualitäten Frieden, Weisheit und Mitgefühl. Das buddhistische Heiligtum hat die traditionelle Form eines tibetischen Erleuchtungsstupa und wurde als Ort der Stille und Meditation konzipiert. Es gilt als glückverheißend, den Stupa im Uhrzeigersinn zu umrunden und Gaben darzubringen. In der Zeit von 1995 bis 1998 übernahm das Buddhistische Zentrum Graz den Bau des Sakralbaus. Die Stadt Graz unterstützte den Bau finanziell. Im Jahr 1998 wurde der Stupa durch den Dalai Lama während eines Besuchs in Graz eingeweiht. Es handelt sich um den ersten Stupa auf öffentlichem Grund in Österreich.

#### Toilettenanlage
Im südöstlichen Eck des Volksgartens befindet sich eine runde, denkmalgeschützte Toilettenanlage (Listeneintrag).

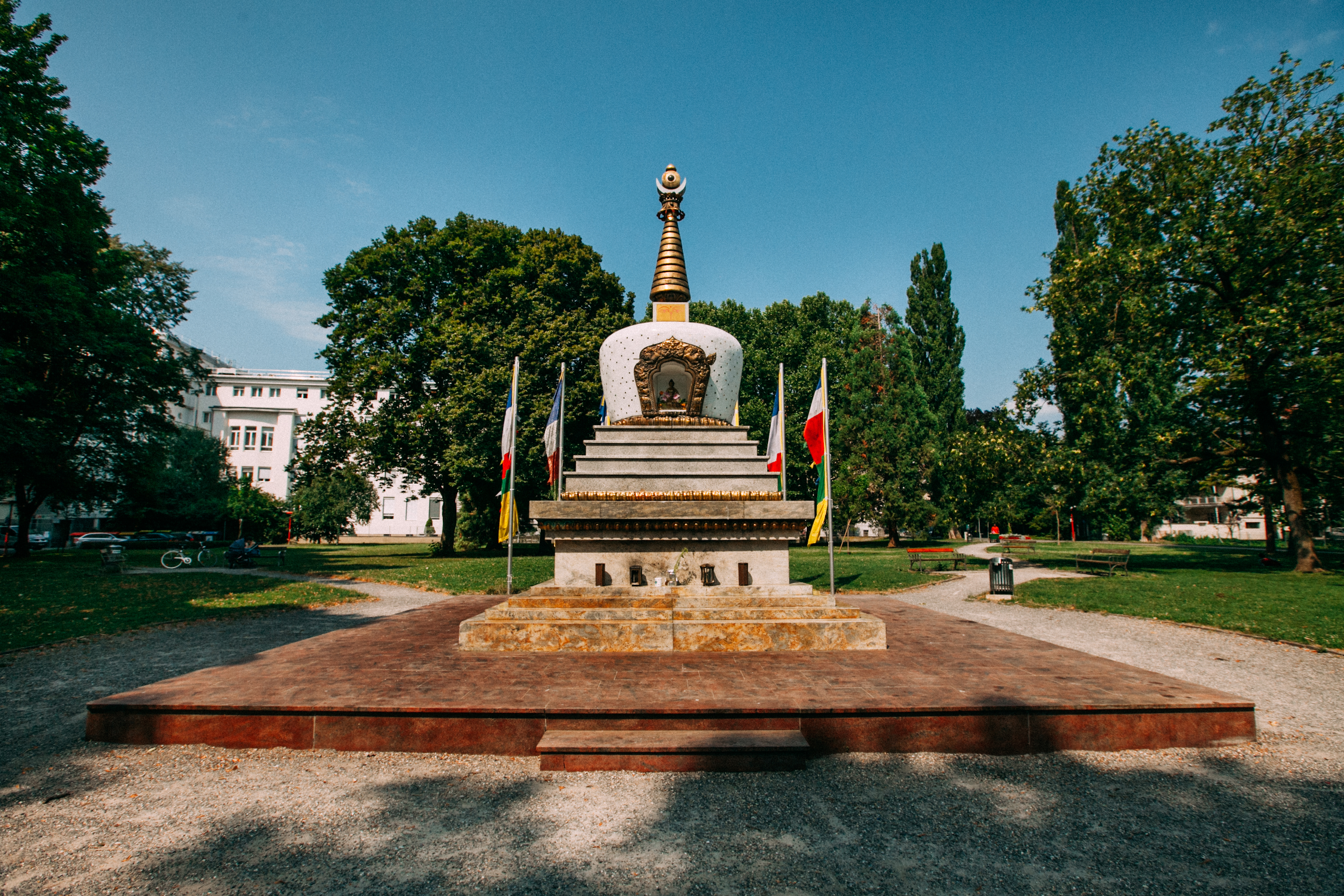
Friedensstupa

## Gartenanlage
Der Grazer Volksgarten folgte in seiner anfänglichen Gestaltung der Idee der Form des klassischen Volksgartens, welche Ende des 18. Jahrhunderts in Deutschland entstand. Der Volksgarten soll nicht nur dem ästhetischen Anspruch einer Parkanlage, sondern auch einer Funktion im Sinne eines „aktiven Grüns“ gerecht werden. So ist es Aufgabe der Parkanlage, sowohl Erholungsmöglichkeiten als auch Gelegenheiten zur sportlichen Betätigung für Besucher verschiedenster Altersgruppen bereitzustellen. Diesem Anspruch kommt der Grazer Volksgarten am Beispiel des vorhandenen Fußballplatzes, des Skaterplatzes oder auch des Spielplatzes nach. In der Tradition des Volksgartens wurden auch Teiche, Denkmäler und ein Pavillon errichtet. Ebenso findet man Bänke am Wegrand, die zum Verweilen einladen.
Der Volksgarten wurde im Zuge der Internationalen Gartenschau im Jahre 2000 in seine jetzige Erscheinung umgestaltet. So wurden beispielsweise Wegabsenkungen vorgenommen.

### Eingänge und Wege
Der Volksgarten ist von allen vier Seiten begehbar: (Nord-)Westlich des Parks liegen die Eingänge Volksgartenstraße und Mühlgasse. Im (Süd-)Osten des Volksgarten ist der Zugang sowohl über die Weißeneggergasse als auch über die Dobler- und Hanuschgasse möglich. Alle Wege sind verbunden. Brücken verbinden die Wege über den Mühlgang hinweg, der von zwei der drei Hauptwege begleitet wird. Die drei größten Wegen bilden die Hauptverbindungen von der West- zur Ostseite des Parks.
Im Volksgarten ist Kfz-Verkehr im Allgemeinen verboten, doch von der Volksgartenstraße findet mitunter Zulieferung zum Augartenpavillon und ein Stück weiter Fahrten von und zum Stützpunkt der Holding Graz, Gartenbetreuung mit Dienstfahrzeugen und den Privatfahrzeugen, die Mitarbeiter im Firmenhof abstellen.
Im Volksgarten patrulliert nicht selten Polizei, überwiegend in Kfz. Temporär wurde eine Zone mit Wegweisungsrecht im und um den Volksgarten von der Polizei verordnet. In dieser Zeit um 2016/2019 wurde eine komfortable Kfz-Zufahrt von der Reselgasse her gebaut und die Brücke über den Mühlgang in der Verlängerung der Weißenegerstraße völlig erneuert und verstärkt. Eine Brücke über den Mühlgang ist mit 0,4-t-Maximalgewicht beschildert, eignet sich also technisch nur für entsprechend leichtere Fahrzeuge.
Im Volksgarten ist Radfahren im Allgemeinen verboten, jedoch in der direkten Passage von der (Keplerstraße–)Weißeneggergasse–Mühlgangbrücke–Bühneneingang/Arbeiterkammer–Hanuschgasse(–Strauchergasse) erlaubt. Der ehemals auf gerader Linie geführte Weg war durch die Beheizung mit Abwärme der Fernwärmeleitung begünstigt eisfrei und trocken. Der Weg wurde um 2010 auf einen Bogen umgelegt mit wegen parkender Autos ungünstig fehlender Sichtverbindung bei der Ausfahrt zur Fahrbahn Hanuschgasse der Strauchergasse. Tatsächlich findet ein gewisses kleines Maß an Radverkehr – unsicher geduldet – im ganzen Park statt. Kindern ist Radfahren nach StVO am Gehweg also auch im Volksgarten erlaubt. Ebenso Scooter-Fahren per Muskelkraft, Skaten, elektrisch angetriebene Bobby Cars und ähnliches Spielzeug, jeweils ohne Altersgrenze.
2019 oder Anfang 2020 wurde der Skaterpool – der Abfluss war defekt, die darunterliegende Fernwärmeleitung wurde umgebaut – abgerissen und zu einem offeneren Skaterpark umgestaltet. Außerhalb der Marktzeiten wird am Marktgebiet des nahen Lendplatzes viel mit Skateboards geübt.
Um 2015 reversierte ein SUV über den Gehsteig und verbog ein Kellerfenstergitter der Turnsäle der Arbeiterkammer, fuhr dann der Fahrbahn entlang Hanuschgasse, überfuhr eine kleine Pflanzenhecke an der Grenze zum Park und wurde von einem hohen Baum mit etwa 40 cm Stammdurchmesser gestoppt, die etwa 80-jährige Lenkerin starb.
Einige Wege sind asphaltiert, etwa die Hälfte sind durch Macadam befestigt. Nach Regen oder durch Schneeschmelze bilden sich Pfützen da wie dort.

### Gewässer
Der etwa 1920 von der Mühlgasse in die Parkmitte umgelegte Grazer Mühlgang betritt den Volksgarten an seinem Westrand, wo die 2019 erneuerte Mühlgangbrücke Weißeneggergasse und Doblergasse verbindet. Am Südosteck des Parks verlässt der Mühlgang den Park in eine Unterführung unter die Volksgartenstraße und eine Gründerzeit-Häuserzeile.
Zwei weitere Brücken überqueren den Mühlgang innerhalb des Parks. Ein Schöpfrad aus Stahl, nach 1995 am linken Mühlgangufer errichtet, speist den größeren, der zwei miteinander verbundenen Teiche im Volksgarten und erinnert an den ursprünglichen Zweck des Mühlgangs Wasserräder für Mühlen und Maschinen anzutreiben. Der Doppelteich ist Lebensraum für Enten und Goldfische. Die Verbindung zwischen den Teichen wird von einem Steg überquert. Flussoberhalb des Parks liegt das Kleinkraftwerk Marienmühle, unterhalb das der Stadtmühle.

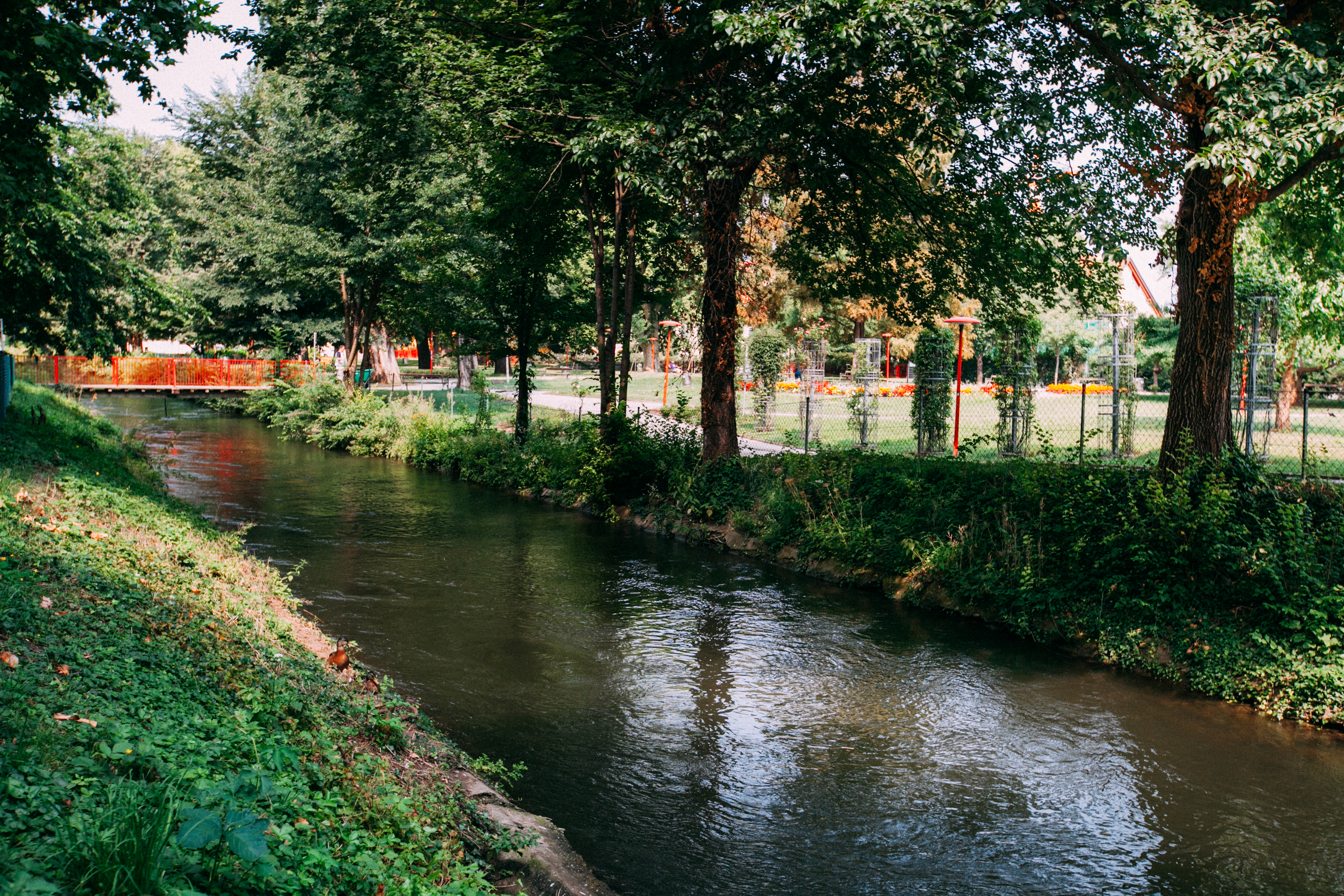
Der Mühlgang

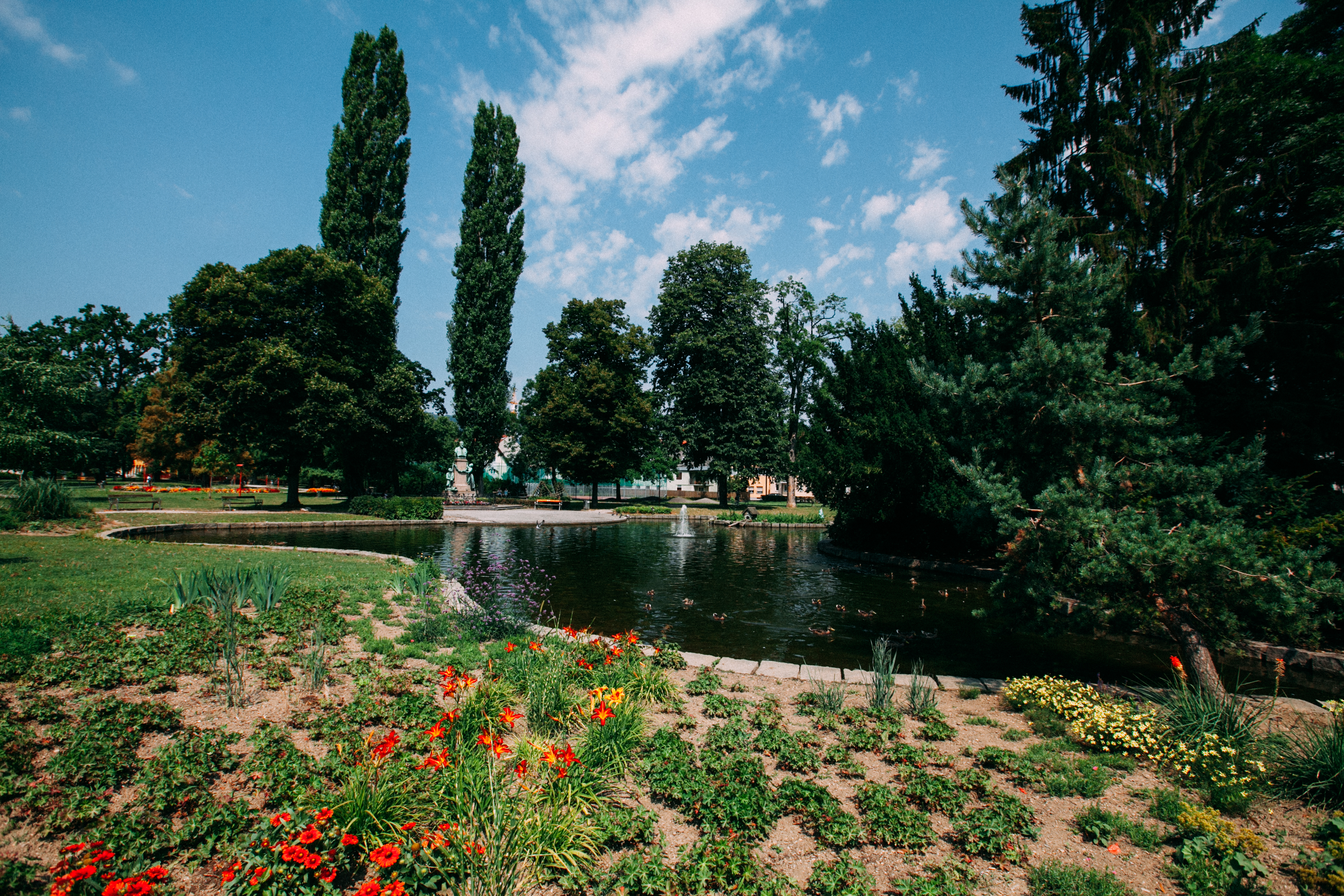
Der Teich im Volksgarten

### Baumbestand
Im Grazer Volksgarten gedeihen zurzeit 222 Bäume unterschiedlicher Art und Herkunft. Dabei handelt es sich sowohl um heimische als auch fremdländische Gehölze, die nach gartengestalterischen Gesichtspunkten gepflanzt wurden. Im Grazer Volksgarten kann man solitär stehende Bäume, die als Naturdenkmäler ausgewiesen wurden, besichtigen. Hierbei handelt es sich um außergewöhnliche Exemplare aufgrund ihres Alters, Erscheinungsbildes oder ihre Schönheit und Seltenheit.
Der Grazer Volksgarten untersteht, wie alle anderen Parks in Graz auch, dem Grazer Baumschutzgesetz. Demnach dürfen Bäume nicht ohne behördliche Genehmigung gefällt werden. Man findet sowohl großkronige Laubbäume, wie es beispielsweise eine Platane (Platanus x acerifolia) ist, als auch Bäume mit kleinen Kronen, wie etwa die Pyramidenpappel (Populus nigra 'Italica') vor. Die unterschiedlichen Wuchsarten der Bäume tragen zur positiven Gestaltung des Parks bei. Ein weiterer wichtiger Faktor in der Gestaltung des Volksgartens ist die Blütezeit der unterschiedlichen Baumarten. Da heimische Bäume eher im Frühjahr und Frühsommer blühen, wird auf fremdländische Arten zurückgegriffen, wie etwa auf den Gewöhnlichen Trompetenbaum (Catalpa bignonioides), der eine spätere Blüte aufweist und ursprünglich aus Nordamerika stammt. Auch sind es oft fremdländische Gehölze, die in der städtischen Region besser wachsen.
Generell findet man im Grazer Volksgarten überwiegend Laubbäume, da sich diese Arten besser an das städtische Klima und die vorhandenen Ressourcen anpassen können. Ausnahmen bilden hierbei etwa die Schwarzkiefer (Pinus nigra) oder der Mammutbaum (Sequoiadendron giganteum). Eine Besonderheit innerhalb der Gartengestaltung im Volksgarten bildet eine Reihe aus Eichen (Quercus), welche auf ein Alter von 80–100 Jahre geschätzt werden. Die Baumreihe erstreckt sich etwa in der Mitte des Parks von Nord nach Süd. Abgestorbene Eichen wurden nachgepflanzt. Eine weitere Besonderheit des Grazer Volksgartens stellen vier Pappeln (Populus) dar; sie kennzeichnen als gestalterisches Element einen Flussübergang. Auch hier wurde eine abgestorbene Pappel durch ein gleichartiges Exemplar ersetzt.

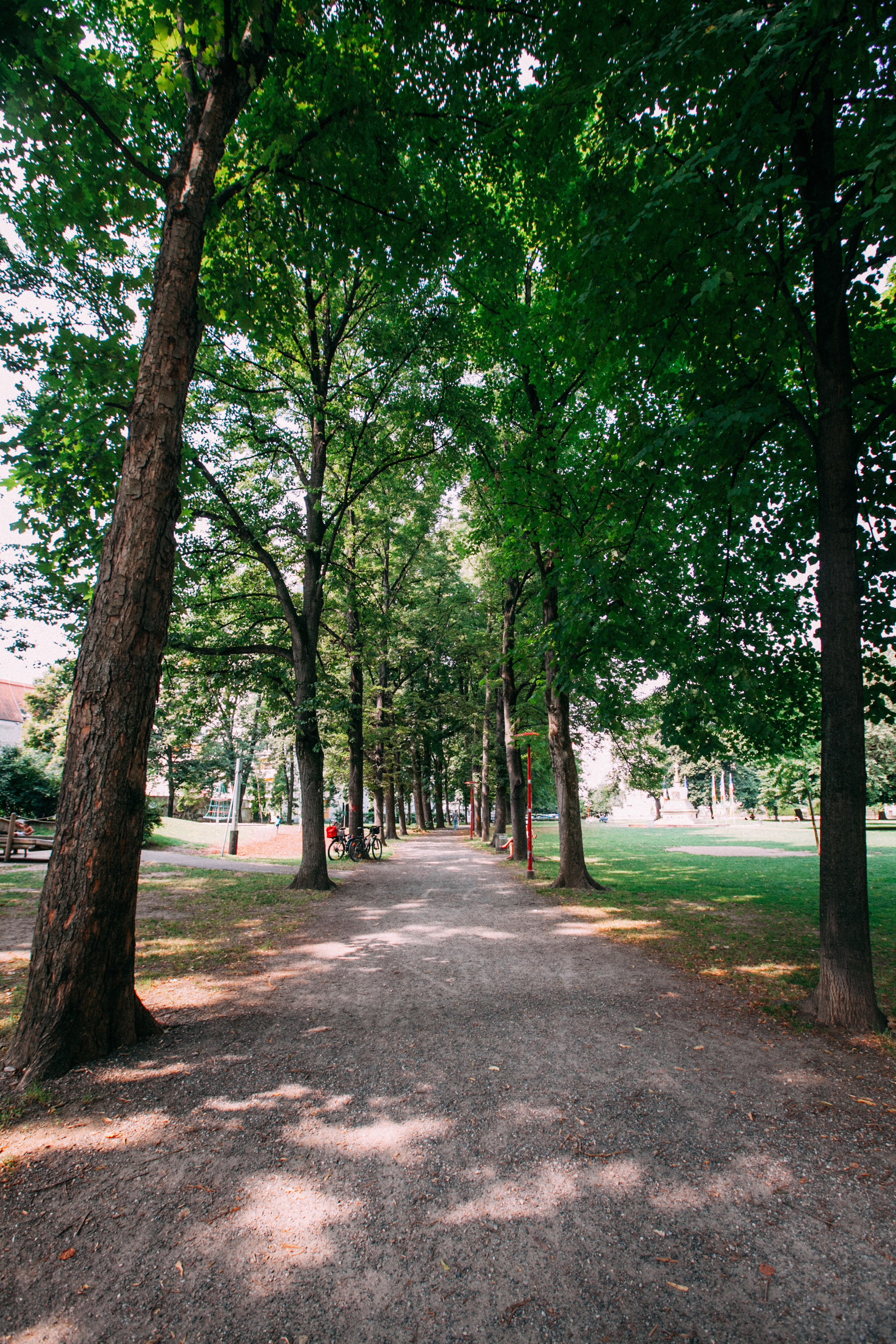
Baumallee

### Blumenschmuck
Im Grazer Volksgarten findet man saisonale Blumenbepflanzung wie Rosen oder Lilien. Strauchbepflanzung wird im Grazer Volksgarten vermieden, da der Park laut Auskunft der Grünraumpflege als sozialer Brennpunkt „durchsichtig“ bleiben und nicht zu düster oder finster auf Parkbesucher wirken soll.

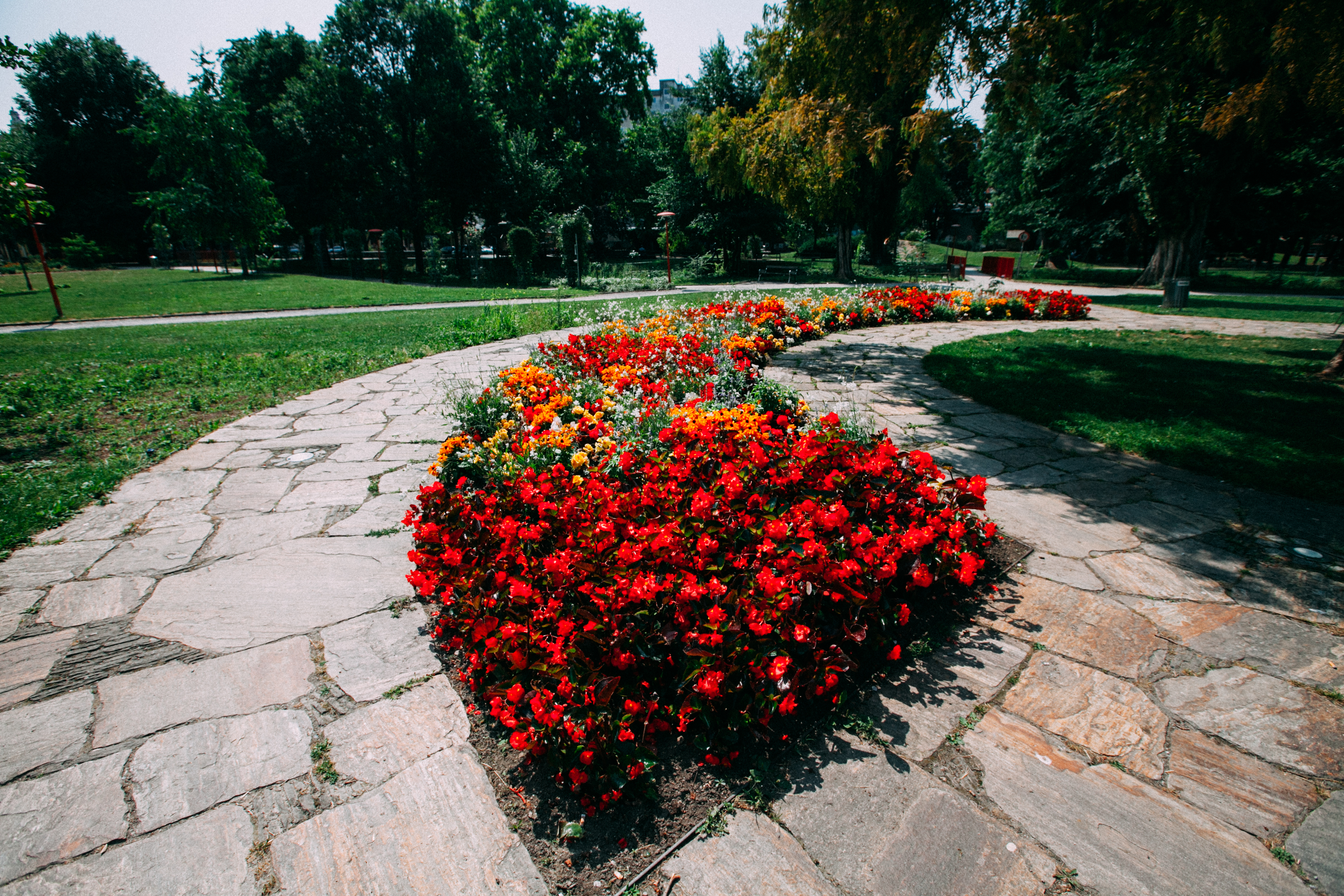
Beispiel für Blumenbestand

### Pflanzenschädlinge und Vandalismus
Wie andere Parkanlagen und Gärten blieb auch der Grazer Volksgarten von Schädlingen nicht verschont. Die Pilzgattung der Hallimasche (Armillaria) ist ein gefürchteter Parasit, der sich auch im Grazer Volksgarten eingenistet hat. Da sich dieser Schädling sowohl von totem als auch lebenden Holzgewebe ernährt, ist es keine leichte Aufgabe den Pilz zu bekämpfen. Im Volksgarten wurden 18 Bäume durch den Hallimasch befallen. Davon mussten 13 Bäume bereits entnommen werden. Kommt es dazu, dass ein Baum im Volksgarten stirbt, so wird er durch einen gleichartigen Baum ersetzt. Ist dies aufgrund von Schädlingen nicht sinnvoll, so wird ein ähnlicher Baum gepflanzt. Ein Beispiel hierfür wäre die durch die Rosskastanienminiermotte stark bedrohte, weißblühende Gewöhnliche Rosskastanie (Aesculus hippocastanu), durch die Gelbe Rosskastanie zu ersetzen. Auch Vandalismus stellt eine Gefahr für die Botanik des Volksgartens dar. Immer wieder werden junge Bäume ausgerissen oder beschädigt. Müll, der unsachgemäß entsorgt wird, ist ebenfalls ein Problem für die Flora.

## Sonstiges

### Freizeitnutzung und Sportanlagen
Eine Radroute von der Annenstraße zur Keplerstraße verläuft zwischen Strauchergasse und Weisseneggerstraße autofrei durch den Park. Nicht nur Kinder nützen die zahlreichen Wege durch den Park auch per Rad.
Einer von zwei Hartplätzen ist eingezäunt und mit Basketballkörben ausgestattet. Wiederholt gastierten hier Radpolo-Turniere im Zuge des Lendwirbels. Statt eines Wegs mit Längs- und Querbuckeln wurde um 2017 ein Kraftsport-Gerüst errichtet.
Im Süden des Parks beim Pavillon liegt ein Skate-Park. 2003 errichtet, bildete bis 2018
ein quadratischer Pool mit abgerundeten Ecken den Hauptbestandteil.
Unter Mitwirkung von Skateboarderlobby GRÄB wurde nach Umbau des unterirdischen Fernwärmeknotens auch die sich teilweise darauf befindliche Skateanlage bis Anfang 2021 umgestaltet und vergrößert. Steilkurven-Buchten, Inseln, Stufen, Rails erlauben seitdem mehr Sportlern zugleich das Rollen und Rutschen. Auch Ungeübte finden leichte Nutzungen.

### Feste und Veranstaltungen
Der Volksgarten in Graz war und ist Ort von verschiedensten Festen, Veranstaltungen und Aktivitäten. So war der Skater-Park im Jahr 2010 Bühne für die „Street Fashion Show“ des Designfestival assembly in Graz.
Seit dem Jahr 2012 findet im Volksgarten das CSD-Parkfest statt, das zur Sichtbarkeit von LGBT-Personen in Graz beiträgt. Seit dem Jahr 2010 findet auch der „Schlagergarten Gloria“ im Rahmen des Straßenfestes Lendwirbel im Volksgarten statt. Dabei kommen bis zu 4.500 Menschen für Konzerte und Künstler in den Volksgarten. Auch die „Kermes“, ein gemeinnütziges interkulturelles Fest, zu dem die türkisch-kurdische Gemeinde einlädt, findet jährlich im Volksgarten statt. Dabei kommen ebenfalls bis zu 5.000 Menschen in den Park.

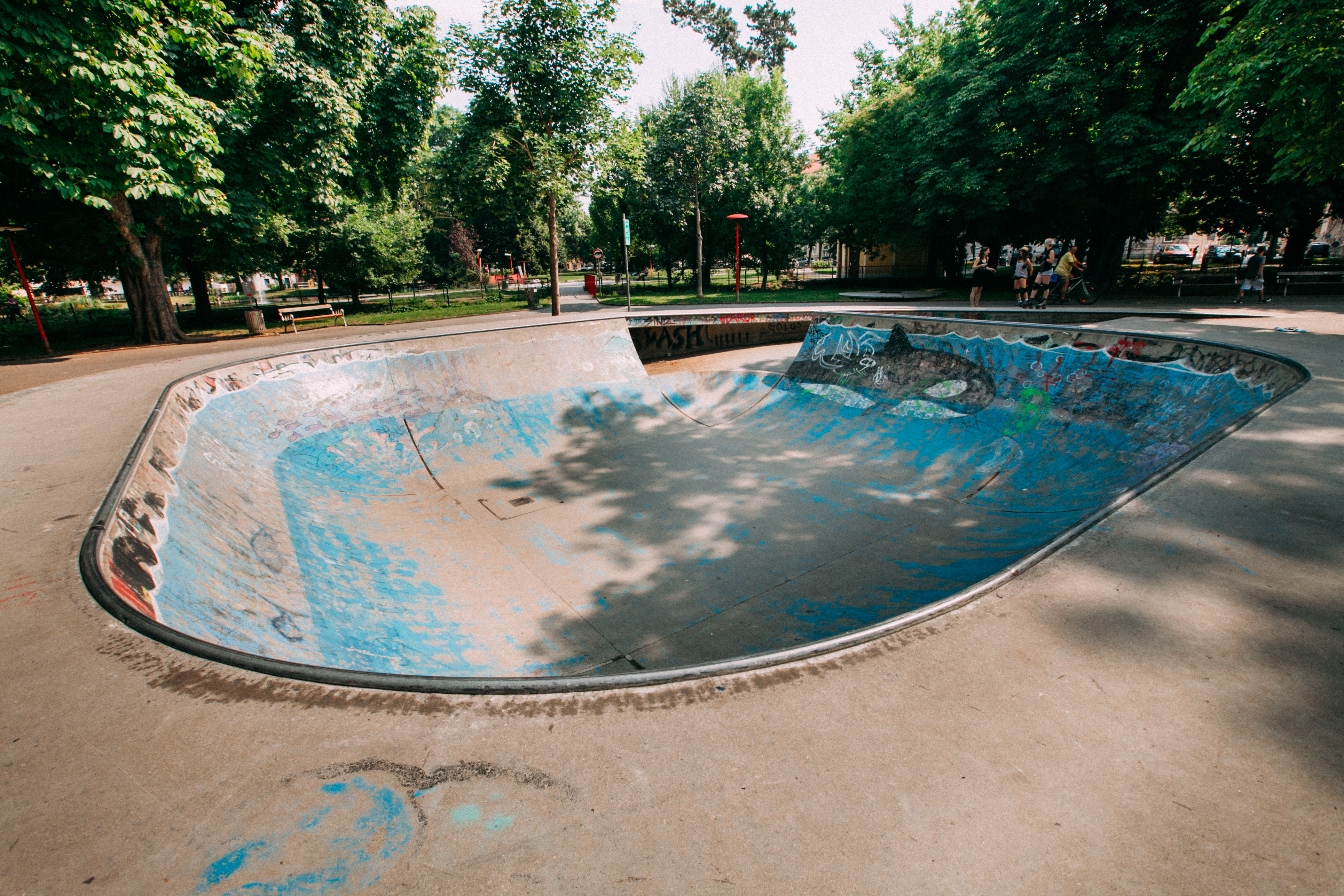
Der ehemalige Skater-Pool (2015)

### Polizei suchte Stichwaffe im Teich
Berichtet wurde, dass ein Tschetschene (55) gestand, Ende Juni 2022 einen Weißrussen (31) beim Kiosk in Notwehr mit einem Jausenmesser ins Herz gestochen zu haben. Auf der Suche nach der Tatwaffe wurde der Teich des Volksgartens abgelassen, auf seinem Grund fanden sich viele Messer, laut dem 55-Jährigen war seines nicht dabei.